# NPRL2
NPRL2‏ (NPR2 like, GATOR1 complex subunit) هوَ بروتين يُشَفر بواسطة جين NPRL2 في الإنسان.